# گتلنبرگ (تنسی)
گتلنبرگ(به انگلیسی: Gatlinburg) نام یک شهر توریستی در ایالت تنسی کشور ایالات متحده آمریکا است که جمعیت آن در سرشماری سال ۲۰۱۰ میلادی، ۳٬۹۴۴ نفر بوده‌است.